# Soledad de Graciano Sánchez
Soledad de Graciano Sánchez is een voorstad van San Luis Potosí in de Mexicaanse deelstaat San Luis Potosí. Soledad de Graciano Sánchez heeft 215.968 inwoners en is de hoofdplaats van de gemeente Soledad de Graciano Sánchez.